# Dichomeridini
De Dichomeridini zijn een geslachtengroep van vlinders uit de onderfamilie Dichomeridinae van de familie tastermotten (Gelechiidae).

## Geslachten
- Acanthophila
- Acompsia
- Dichomeris
- Helcystogramma